# Projekt RSD19
Das Projekt RSD19, auch als Khazar-Typ bezeichnet, beschreibt einen Küstenmotorschiffstyp.

## Geschichte
Der Schiffstyp wurde vom Marine Engineering Bureau in Odessa entworfen. Schlepp- und Antriebsversuche wurden am Krylow-Forschungszentrum in Sankt Petersburg durchgeführt.
Von dem Schiffstyps wurden vier Einheiten auf der Werft Volgograd Shipbuilding Yard in Wolgograd für Irinvestship (Iran) gebaut. Die Baukosten beliefen sich auf 11 Mio. US-Dollar pro Schiff. Betreiber der Schiffe ist die Khazar Sea Shipping Lines in Bandar Anzali.
Die Schiffe sind für die Fahrt auf Küsten- und Binnengewässern konzipiert. Sie werden in erster Linie im Kaspischen Meer, aber auch auf den russischen Binnenwasserstraßen eingesetzt. Sie sind auch für die Küstenfahrt in den europäischen Küstengewässern und dem Mittelmeer zugelassen. Die Schiffsabmessungen entsprechen den Begrenzungen des Wolga-Don-Kanals (Volga-Don-Max).
Der Schiffstyp wurde später zum Typ RSD49 weiterentwickelt.

## Beschreibung
Die Schiffe werden von zwei Wärtsilä-Dieselmotoren des Typs 6L20 mit jeweils 1.200 kW Leistung angetrieben, die über Untersetzungsgetriebe auf zwei Festpropeller mit Kortdüse wirken. Die Schiffe erreichen eine Geschwindigkeit von über 10,5 kn. Sie sind mit einem Bugstrahlruder mit 200 kW Leistung ausgestattet. Für die Stromerzeugung stehen drei Generatoren, die jeweils von Volvo-Penta-Dieselmotoren mit 310 kW Leistung angetrieben werden, und ein Notdieselgenerator mit 133 kW Leistung zur Verfügung.
Die Schiffe verfügen über vier boxenförmige Laderäume, die mit Faltlukendeckel verschlossen werden. Laderaum 1 ist 16,25 m, Laderaum 2 und 3 sind 29,9 m und Laderaum 4 ist 29,25 m lang. Die Räume sind 12,7 m breit und 8,4 m hoch. Die Gesamtkapazität der Laderäume beträgt 10.956 m³. Die Tankdecke kann mit 8,1 t/m² belastet werden. Die Schiffe können 274 TEU laden. 204 TEU finden in den Laderäumen, 70 an Deck Platz.
Die Tragfähigkeit der Schiffe beträgt rund 7.004 t bei 4,60 m Tiefgang. Für die Passage des Wolga-Don-Kanals ist der Tiefgang auf 3,6 m beschränkt. Die Tragfähigkeit beträgt dann knapp 4.600 t.
Die Decksaufbauten befinden sich im Heckbereich der Schiffe. Für die Passage von Binnenwasserstraßen sind sie relativ flach gehalten. Zur Unterquerung von Brücken können die Schiffsmasten geklappt werden. Am Heck der Schiffe befindet sich ein Freifallrettungsboot.
Die Schiffe sind für den Betrieb mit 13 Besatzungsmitgliedern konzipiert. An Bord ist Platz für 16 Personen.
Die Schiffe können rund 20 Tage auf See bleiben und dabei 4000 Seemeilen zurücklegen.

## Schiffe
| Projekt RSD19 | Projekt RSD19 | Projekt RSD19 | Projekt RSD19                                      | Projekt RSD19              |
| Bauname       | Baunummer     | IMO-Nummer    | Kiellegung Stapellauf Ablieferung                  | Spätere Namen und Verbleib |
| ------------- | ------------- | ------------- | -------------------------------------------------- | -------------------------- |
| Iran Anzali   | 241           | 9367982       | 27. Januar 2006 2. November 2006 15. Februar 2007  | 2011: Gilda                |
| Iran Nowshahr | 242           | 9367994       | 30. Juni 2006 1. März 2007 29. Mai 2007            | 2010: Sania                |
| Iran Amirabad | 243           | 9368003       | 15. September 2006 26. Mai 2007 12. September 2007 | 2010: Sarir                |
| Iran Torkaman | 244           | 9368015       | 8. Dezember 2006 22. März 2008 22. Mai 2008        | 2008: Somia                |

Die Schiffe fahren unter iranischer Flagge. Heimathafen ist Bandar Anzali.